# Пријатељи (филм из 1975)
„Пријатељи” је југословенски кратки ТВ филм из 1975. године. Режирао га је Гордан Михић који је написао и сценарио.

## Улоге
| Глумац                 | Улога |
| ---------------------- | ----- |
| Инес Фанчовић          |       |
| Бранислав Цига Јеринић |       |
| Милка Лукић            |       |
| Слободан Цица Перовић  |       |